# Pseudocymopterus
Pseudocymopterus är ett släkte av flockblommiga växter. Pseudocymopterus ingår i familjen flockblommiga växter.
Kladogram enligt Catalogue of Life:
| Pseudocymopterus | \| \| Pseudocymopterus longiradiatus \| \| \| \| \| \| Pseudocymopterus montanus \| \| \| \| |
|                  | \| \| Pseudocymopterus longiradiatus \| \| \| \| \| \| Pseudocymopterus montanus \| \| \| \| |
|                  | Pseudocymopterus longiradiatus                                                               |
|                  |                                                                                              |
|                  | Pseudocymopterus montanus                                                                    |
|                  |                                                                                              |